# Цыжипов, Балдан Мижитдоржиевич
Балдан Мижитдоржиевич Цыжипов (род. 30 мая 1990, Ага-Хангил, Читинская область) — российский борец вольного стиля, выступающий в весовой категории до 125 кг. Призёр чемпионата России, мастер спорта России международного класса, выступает за сборную Бурятии. Бронзовый призёр чемпионата Европы по борьбе 2020.
В 2017 году стал чемпионом VI Международного этнокультурного фестиваля «Ёрдынские игры — 2017» в соревнованиях по многоборью «Игры Бааторов Срединного мира», включавшему в себя бурятскую национальную борьбу, метание камня на дальность, стрельбу из традиционного национального лука, забег вокруг горы Ёрд и перетягивание палки.
В феврале 2020 года на чемпионате континента в итальянской столице, в весовой категории до 125 кг Балдан в схватке за бронзовую медаль поборол спортсмена из Украины Александра Хоцяновского и завоевал бронзовую медаль европейского первенства.

## Спортивные результаты[3]
- Чемпионат России по вольной борьбе 2016 года — [4];
- Международный турнир по вольной борьбе памяти Д. П. Коркина 2016 — ;
- Голден Гран-при «Мемориал Гейдара Алиева» 2016 — ;
- Международный турнир по вольной борьбе «Кубок Президента Бурятии» 2017 — ;
- Гран-при Иван Ярыгин 2020 — ;
- Чемпионат Европы по борьбе 2020 — ;
- Чемпионат России по вольной борьбе 2021 года — ;
- Чемпионат России по вольной борьбе 2022 года — ;